# San Polo dei Cavalieri
San Polo dei Cavalieri é uma comuna italiana da região do Lácio, província de Roma, com cerca de 2.310 habitantes. Estende-se por uma área de 42 km², tendo uma densidade populacional de 55 hab/km². Faz fronteira com Guidonia Montecelio, Licenza, Marcellina, Monteflavio, Palombara Sabina, Roccagiovine, Tivoli, Vicovaro.

## Demografia
| Variação demográfica do município entre 1861 e 2011                               |
|                                                                                   |
| Fonte: Istituto Nazionale di Statistica (ISTAT) - Elaboração gráfica da Wikipedia |